# José Tomás Raga Gil
José Tomás Raga Gil (Catarroja, València, 3 de setembre de 1938) és un economista, catedràtic i advocat valencià.

## Biografia
És llicenciat en Dret per la Universitat de València i llicenciat en Economia per la Universitat de Barcelona. Va obtenir el doctorat a la Universitat de València. Va ser catedràtic en Economia Política i Hisenda Pública de la Facultat de dret de la Universitat Complutense de Madrid.
D'orientació liberal en termes econòmics i amb fortes conviccions catòliques, ha estat relacionat amb membres del Partit Popular com Rodrigo Rato, Cristóbal Montoro o Mariano Rajoy. El setembre de 2000, el Consell de Ministres el va nomenar com a president del Tribunal de Defensa de la Competència a proposta de Rodrigo Rato. El juny de 2002 va ser nomenat pel Consell de Ministres secretari general del Consell de Coordinació Universitària.
Va començar la seva activitat docent l'octubre de 1961 com a professor ajudant a la càtedra d'economia política i hisenda pública de la Universitat de València.
Durant la seva trajectòria ha fet de catedràtic d'Economia a les universitats de Salamanca, Múrcia, Autònoma de Madrid i Complutense de Madrid, en les quals va impartir docència fins al 30 de setembre de 2008, data de la seva jubilació forçosa en complir l'edat de setanta anys. No obstant això, ha continuat estant vinculat a la Universitat Complutense, ostentant el càrrec de Professor Honorari del departament d'Economia Aplicada IV d'aquesta universitat.
Entre altres càrrecs, ha estat vice-gran canceller de la Universitat Catòlica de València "Sant Vicent Màrtir", i director general de la Fundació Pablo VI. També ha estat secretari delegat del patronat d'aquesta fundació, així com membre de diferents societats i acadèmies.
La seva presència en els mitjans ha estat principalment a la Cadena Cope, a esRadio i a Libertad Digital, on col·labora des de l'any 2002.

## Obres
- Crecimiento de la base económica en el País Valenciano. Análisis estructural dinámico. Editorial Moneda y crédito, Madrid, 1976.
- Política fiscal y redistribución de las rentas: preparación a un análisis cuantitativo (colección Cuadernos de moneda y crédito, n.º 13). Editorial Moneda y crédito, Madrid, 1978.
- Reflexiones para empresarios y directivos sobre el Compendio de la Doctrina Social de la Iglesia. Acción Social Empresarial, Madrid, 2005.
- Globalización, sí, pero para quién. Servicio de Publicaciones, Universidad Complutense, Madrid, 2009.

## Distincions
- Gran Creu d'Alfons X el Savi RD 1936/1999, de 17 de desembre (B.O.E. núm. 302 de 18-XII-1999)[8]
- Gran Creu de l'Orde de Sant Gregori el Gran (Roma, 2000)[9]
- Medalla d'honor (or) de la Universitat Complutense de Madrid.